# Taylorcraft L-2

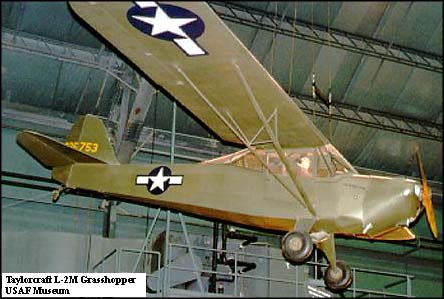
Taylorcraft L-2M tại Bảo tàng Quốc gia Không quân Hoa Kỳ

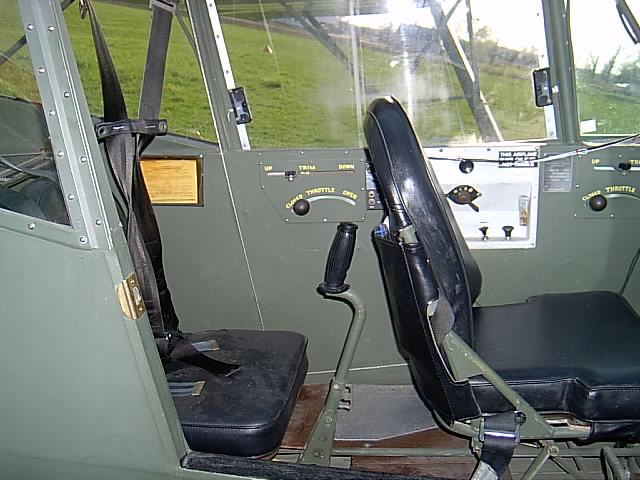
Nội thất bên trong chiếc Taylorcraft L-2M N52347

Taylorcraft L-2 Grasshopper là một loại máy bay thám sát/liên lạc của Hoa Kỳ, do hãng Taylorcraft chế tạo cho Không quân Lục quân Hoa Kỳ trong Chiến tranh thế giới II.

## Biến thể
YO-57
O-57
O-57A
L-2
L-2A
L-2B
L-2C
L-2D
L-2E
L-2F
L-2G
L-2H
L-2J
L-2K
L-2L
L-2M
TG-6
LNT-1
UC-95

## Quốc gia sử dụng
Hà Lan
- Không quân Lục quân Đông Ấn Hoàng gia Hà Lan

 Hoa Kỳ
- Không quân Lục quân Hoa Kỳ

## Tính năng kỹ chiến thuật (Taylorcraft L-2)
Dữ liệu lấy từ Pilots Flight Operating Instructions, Army Model L-2, L-2A, L-2B, and L-2M Airplanes, T.O. No. 01-135DA-1, 1944 & The Taylorcraft Story, 1992
Đặc điểm tổng quát
- Kíp lái: 2
- Tải trọng: 425 lb (193 kg)
- Chiều dài: 22 ft 9 in[1] (6,9 m)
- Sải cánh: 35 ft 5 in[1] (10,8 m)
- Chiều cao: 6 ft 8 in[1] (2 m)
- Diện tích cánh: 181 sq ft[1] (16,8 sq m)
- Kết cấu dạng cánh: NACA 23012[2]
- Trọng lượng rỗng: 875 lb[1] (397 kg)
- Trọng lượng có tải: 1.300 lb, tất cả các kiểu; 1.325 lb, L-2M [3] (590 kg; 601 kg, L-2M)
- Trọng tải có ích: 425 lb (193 kg)
- Trọng lượng cất cánh tối đa: 1.300 lb, tất cả các kiểu; 1.325 lb, L-2M [3] (590 kg; 601 kg, L-2M)
- Động cơ: 1 × Continental O-170-3, 65 hp (48 kW)

 Hiệu suất bay 
- Tốc độ không vượt quá: 140 mph[4] (225 km/h)
- Vận tốc cực đại: 92 mph [5] (148 km/h)
- Vận tốc hành trình: 83 mph @2150 RPM, 74 mph @2000 RPM[5] (134 km/h @2150 RPM, 119 km/h @2000 RPM)
- Tầm bay: 228 dặm @2300 RPM, 303 dặm @2000 RPM (367 km @2300 RPM, 488 km @2000 RPM)
- Trần bay: 12.000 ft[6] (3.658 m)
- Vận tốc lên cao: 395 ft/phút, L-2A; 475 ft/phút, L-2B; 455 ft/phút, L-2M[7] (120 m/phút, L-2A; 145 m/phút, L-2B; 139 m/phút, L-2M)
- Tải trên cánh: 7,18 lb/sq ft ()

Hệ thống điện tử

Máy bay thu vô tuyến Learadio AMR-12 & Máy phát AMT-12 (L-2); RCA AVR-20A (L-2A); RCA AVT-15A hoặc AVT-112 (một số chiếc L-2A, L-2M); Slipstream powered generator: Champion Model W612-6V